# Qeqertarsuatsiaat
Qeqertarsuatsiaat ([qɜqɜˌtːɑsːuat͡sːiˈaːtˢʰ] según la antigua ortografía K'eĸertarssuatsiait en danés: Fiskenæsset) es un pueblo de la municipalidad de Sermersooq al suroeste de Groenlandia, ubicado en una isla frente a las costas del mar de Labrador.

## Historia
En kalaallisut el nombre del pueblo significa la tranquila isla alargada. Qeqertarsuatsiaat fue fundada por el comerciante danés Anders Olsen en 1754 como un puesto comercial. A partir de entonces, la KGH, la Real Compañía Danesa de Comercio, se dedica a comerciar con pieles y grasa de foca y ballena que se capturan en esa zona.

## Transporte
Qeqertarsuatsiaat es un puerto donde atracan los barcos costeros de la Línea ártica Umiaq.